# ヒ化物
ヒ化物（ヒかぶつ、英: arsenide）は、酸化数が-3のヒ素を含む化合物である。ただし、より広義に使われる場合がある。鉱物のスペリー鉱 (PtAs2) は「ヒ化白金」とも呼ばれるが、これは通常固相で Pt4+As24- の組成であるため、ヒ素の形式酸化数は-2である。孤立したヒ素中心をもつのでヒ化ガリウム (GaAs) による説明はより正確である。
ヒ化物は、ヒ素やすべてのヒ素化合物の固有毒性のために有毒である。

## ヒ化物イオン
ヒ化物イオン（ヒかぶつイオン、英: arsenide ion）は、化学式が As3- と表される、-3の電荷をもつヒ素のアニオンである。これはヒ素原子に3つの電子を付加することによって作られる。例えば、ヒ素粉と過剰な金属ナトリウムを加熱することによってヒ化ナトリウム (Na3As) を与える。ヒ化物イオンは非常に塩基性が強いため、溶液中では存在しない。これらの塩の固体は、非常に高い格子エネルギーをもつ。